# Dombarovskij
Dombarovskij (in russo Домбаровский?) è un villaggio della Russia europea sudorientale, situato nell'oblast' di Orenburg; è il centro amministrativo del rajon Dombarovskij.
Si trova a 12 km dal confine con il Kazakistan.